# Omar Nasiri
Omar Nasiri est le nom de plume de l'auteur du livre Au cœur du djihad : Mémoires d'un espion infiltré dans les filières d'Al-Qaïda. Né à Tanger en 1967, Nasiri est un Belge d'origine marocaine. Le livre relate son travail d'infiltration d'Al-Qaïda pour le compte de plusieurs services de renseignements européens. 
Interrogé dans l'émission Newsnight de la BBC, il déclare avoir averti les autorités britanniques au milieu des années 1990 de la menace constituée par Al-Qaida. Il indique aussi qu'Al-Qaïda aurait délibérément cherché à amener les États-Unis à attaquer l'Irak.